# Folke Alnevik
Folke Alnevik (Arvid Folke Alnevik; * 31. Dezember 1919 in Arbrå, Gemeinde Bollnäs; † 17. August 2020 in Gävle) war ein schwedischer Sprinter.
Bei den Leichtathletik-Europameisterschaften 1946 in Oslo gewann er in der 4-mal-400-Meter-Staffel zusammen mit der schwedischen Mannschaft in der Besetzung Alnevik, Stig Lindgård, Sven-Erik Nolinge und Tore Sten die Bronzemedaille.
1948 erreichte er bei den Olympischen Spielen in London über 400 m das Viertelfinale. In der 4-mal-400-Meter-Staffel gewann er mit der schwedischen Mannschaft in der Besetzung Kurt Lundquist, Lars-Erik Wolfbrandt, Alnevik und Rune Larsson die Bronzemedaille hinter den Stafetten aus den USA und Frankreich.